# Charles Sydney Smith
Charles Sydney Smith (ur. 26 stycznia 1879 w Worsley Mesnes w Worsley Mesnes, zm. 6 kwietnia 1951 w Southport) – brytyjski piłkarz wodny, trzykrotny mistrz olimpijski.

## Kariera sportowa
Występował na pozycji bramkarza. Trzykrotnie zdobywał mistrzostwo olimpijskie z reprezentacją Wielkiej Brytanii na  igrzyskach w 1908 w Londynie, igrzyskach w 1912 w Sztokholmie i igrzyskach w 1920 w Antwerpii. W wieku 45 lat wystąpił również na igrzyskach olimpijskich w 1924 w Paryżu, gdzie drużyna brytyjska przegrała swój pierwszy mecz i odpadła z dalszych rozgrywek.
W 1981 został wybrany do International Swimming Hall  of Fame.